# ميخائيل ميخائيلوفيتش جيراسيموف
ميخائيل ميخائيلوفيتش جيراسيموف (بالروسية: Михаи́л Миха́йлович Гера́симов)‏ (2 سبتمبر 1907   – 21 يوليو 1970) عالم آثار وعالم أنثروبولوجيا سوفيتي اكتشف ثقافة مالتا-بوريت وطور أول تقنية إعادة بناء الوجه الاصلي بناءً على نتائج الأنثروبولوجيا وعلم الآثار وعلم الحفريات وعلم الأدلة الجنائية. كما درس الجماجم وكيفية إعادة بناء الوجوه بدقة لأكثر من 200 شخص، بدءا من أقدم الحفريات للإنسان العاقل والبشر البدائيون، وإلى الملوك وكبار الشخصيات في العصور الوسطى، بما في ذلك الإمبراطور تيمور (تيمورلنك)، وياروسلاف الحكيم وإيفان الرهيب وفريدريك شيلر.

## الحياة السابقة

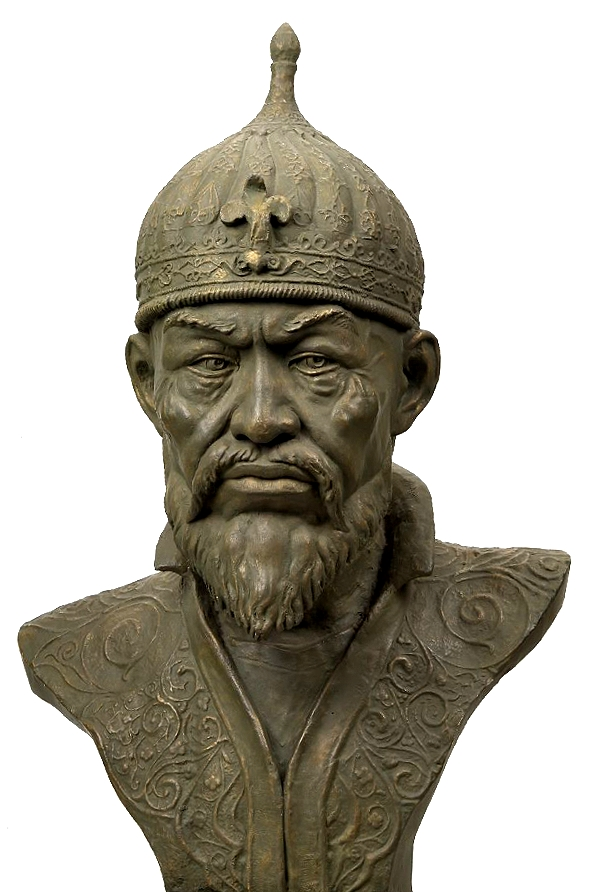
تيمورلنك

ولد جيراسيموف عام 1907 في سانت بطرسبرغ قبل وقت قصير من إرسال والده الطبيب إلى مستوطنة بالقرب من إيركوتسك. عندما كان طفلاً درس عظام الحيوانات ما قبل التاريخ التي تم اكتشافها أثناء بناء المنطقة. أنتج جيراسيموف أول إعادة بناء له لعصور ما قبل التاريخ لإنسان نياندرتال وإنسان جاوة، في عام 1927 (جيراسيموف، ص 5)؛ يتم عرضها في متحف إيركوتسك. تعلم جيراسيموف أن يأخذ جمجمة من البشر الأوائل، ومن خلال قياسات متقنة وأبحاث تشريحية، لتشكيل وجه يمكن للناس التعرف عليه، بما في ذلك التعبير الأكثر شيوعًا في بعض الأحيان. كما كتب في سيرته الذاتية The Face Finder (1968)، كان مفتونًا بفرصة «التحديق في وجوه أولئك الذين ماتوا منذ زمن طويل». استغرق الأمر عقدًا من الدراسات والتجارب للاقتراب من جودة دقة الصورة الفردية للأشخاص التاريخيين (1938، جيراسيموف، ص.7)، ولكن أول عمل عام من هذا النوع يرجع تاريخه إلى عام 1930 - وجه ماريا دوستويفسكايا، والدة فيودور دوستويفسكي.
في عام 1928، درس جيراسيموف في قسم الآثار في جامعة إيركوتسك حيث درس تحت إشراف الأستاذ برنارد بيتري. بدأ في التحقيق في مواقع العصر الحجري في سيبيريا مثل مالطا. في عام 1932 انتقل إلى لينينغراد للدراسة بعد التخرج. هناك جرب العديد من الجماجم لاكتشاف ما إذا كان بإمكانه إعادة بناء الوجوه ذات الأنواع العرقية. في 1937-1939، أعاد بناء ثلاثة وجوه من جماجم أكاديمية العلوم في الاتحاد السوفيتي - أحد سكان بابوا، وكازاخستاني وخيفسور قوقازي - وأجرى العديد من عمليات إعادة بناء الطب الشرعي لـ NKVD. تلقى عرضًا عامًا مهمًا من خلال إعادة بناء وجوه ياروسلاف الأول الحكيم (1938) وأندريه بوجوليوبسكي (1939، التواريخ المشار إليها في جيراسيموف، ص 185 - 186).

## وجوه الملوك
في يونيو 1941 أرسل ستالين جيراسيموف إلى أوزبكستان مع فريق من علماء الآثار لفتح مقابر تيمور وأعضاء آخرين من الأسرة التيمورية. تدعي قصة ملفقة من هذا الوقت أن فريق جيراسيموف فتح قبر تيمور أدى إلى الغزو الألماني للاتحاد السوفيتي. وفقًا للقصة، حمل نصب تيمور التذكاري التحذير «عندما أقوم من الموت، يرتجف العالم»، وعندما رُفع التابوت وفتح في 19 يونيو، كتب نقش آخر داخل النعش: «من يفتح قبرتي سيطلق العنان غازي أفظع مني». بعد ثلاثة أيام، في 22 يونيو، بدأت ألمانيا عملية بارباروسا. على الرغم من أن الأشخاص المقربين من جيراسيموف يزعمون أن هذه القصة ملفقة، إلا أن الأسطورة لا تزال قائمة. خلال الحرب العالمية الثانية، عمل جيراسيموف في المستشفى العسكري في طشقند، زوده المئات من ضحايا الحرب ببيانات إحصائية مهمة عن جماجم بشرية من أعراق مختلفة. واصل جيراسيموف صقل أساليبه. في عام 1950، حصل على جائزة الدولة من اتحاد الجمهوريات الاشتراكية السوفياتية وأنشأت الدولة مختبرًا لإعادة بناء البلاستيك (الآن في معهد الإثنولوجيا) حيث واصل أبحاثه. كما اكتسب سمعة كرجل سحر السيدات من خلال مدحهن على شكل شفاههن. في عام 1953، قررت وزارة الثقافة السوفيتية فتح قبر إيفان الرهيب وأعاد جيراسيموف بناء وجهه. بعد ذلك حصل على أجر شهر إضافي مقابل الوظيفة. في عام 1961، سافر جيراسيموف إلى أوروبا لمساعدة الألمان في العثور على جمجمة الشاعر شيلر من الجماجم في مقبرة جماعية.

## الإرث

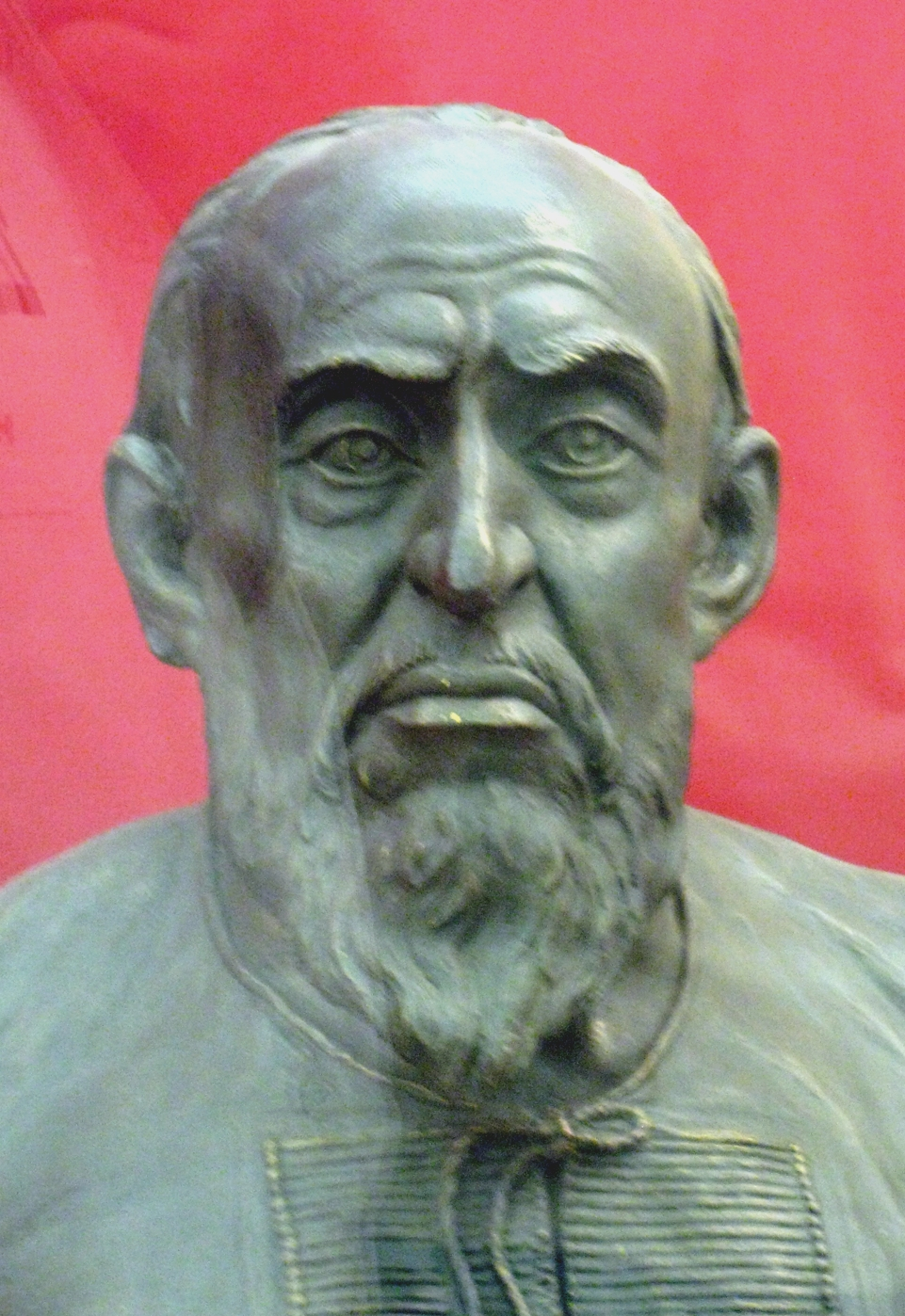
إعادة بناء وجه إيفان الرهيب

انتشر أسلوب جيراسيموف في جميع أنحاء العالم وكان له دور فعال في إعادة بناء ما كان يمكن أن يبدو عليه الفراعنة أو يسوع المثير للجدل. في عام 1991، استخدم المحققون الروس أيضًا الأساليب لتوضيح هويات رفات عائلة القيصر الأخير. يتم عرض أعمال جيراسيموف في:
- متحف الدولة التاريخي
- موسكو متحف الأنثروبولوجيا بجامعة موسكو الحكومية
- متاحف جورجيا (جماجم من أصل جورجي، 1946)
- متاحف أوزبكستان (جماجم السلالة التيمورية، 1941-1942)

## روابط خارجية
- إيف كونانت - رجل 1000 وجه: عبقرية الطب الشرعي لميخائيل جيراسيموف (مجلة علم الآثار يوليو / أغسطس 2003)
- ميخائيل جيراسيموف مهنة
- إعادة بناء ظهور الشخصيات التاريخية